# Kiawak Ashoona
Kiawak Ashoona ou Kiugak Asuuna (ᑭᐅᒐᒃ ᐊᓲᓇ, en syllabaire inuktitut) est un sculpteur, dessinateur et graveur canadien inuit, né en 1933 et mort en 2014. Il est l'une des figures de proue de l'art inuit de Cape Dorset.

## Œuvre
Cet artiste s'occupe à la fois de sculpture, de dessin et de gravure. Il participe aux expositions depuis l'âge de 20 ans et ses œuvres ont ainsi été présentées dans les expositions majeures des chefs-d'œuvre avec son circuit international en 1971 et 1973, de l'Estampe Inuit avec son circuit international entre 1977 et 1982, de l'exposition sur les Traditions de l'Art Gallery of Ontario en 1983-1985, l'exposition sur l'Imagerie Animale de la Winnipeg Art Gallery en 1985, de l'exposition de l'ouverture du musée canadien des Civilisations à Ottawa À l'ombre du soleil en 1989, en somme dans toutes les grandes expositions sur l'art inuit. De même, il est honoré par des expositions solo depuis 1980 tant en Amérique du Nord qu'en Europe.
Ses œuvres figurent ainsi dans les plus prestigieuses collections telles que la collection Amway, le musée des beaux-arts de l'Ontario, la Banque du Conseil canadien des arts, la Guilde à Montréal, le musée Glenbow de Calgary, le Musée national des beaux-arts du Québec, la collection de la Famille Klamer, la Mc Michael Collection à Kleinburg (en) en Ontario, au Metropolitan Museum of Art de New York, au musée des beaux-arts de Montréal, à la Galerie nationale du Canada à Ottawa, de la collection de la banque Toronto-Dominion et de la Winnipeg Art Gallery.
Si son style est très classique, il atteint un degré de perfection dans la réalisation et une variété de thèmes ainsi qu'une richesse d'imagination peu commune qui justifient tout à fait sa place prééminente parmi les artistes de Cape Dorset.
L’exposition majeure sur la sculpture inuit « Chefs-d'œuvre » qui réalisa sa tournée internationale à partir de 1971 voit la couverture de son catalogue illustrée par une de ses œuvres. 
Sa sculpture Sedna fut reproduite sur un timbre canadien de 17 centimes en 1980. Le Canada offrit une de ses œuvres au Président Reagan lors du sommet de Toronto en 1988.
Bien sûr, il illustre les livres fondamentaux sur l'Art Inuit tels que Lords of the stone, The Inuit Imagination de Seidelman, La Sculpture des Esquimaux de George Swinton, Art Inuit (éditions Fragments 1997 + 2006), celui de Ingo Hessel (éd. Douglas et Mc Intyre 1998) Inuit Art, an Introduction no 68.